# Förfalskning
Förfalskning är tillverkning av dokument, konstverk eller annat föremål med uppsåt att dess ursprung ska framstå som något annat än det riktiga. Det kan gälla varumärken och innefatta matvaror, läkemedel, kläder, vin, DVD:er, med mera, och kan då ha formen av transnationell brottslighet med kriminella grupper, korrumperade tjänstemän och affärsmän, och  kan ibland knytas till terrorism.
Ordet förfalskning kan även användas för en förfalskad produkt, synonymt med falsarium.